# Martin Junaković
Martin Junaković (Sebenico, 16 febbraio 1994) è un cestista croato.

## Palmarès
- Campionato croato: 1

Zara: 2020-21
- Coppa di Croazia: 2

Zara: 2020, 2021
- Lega Adriatica: 1

Cibona Zagabria: 2013-14